# Соната соль минор Тартини

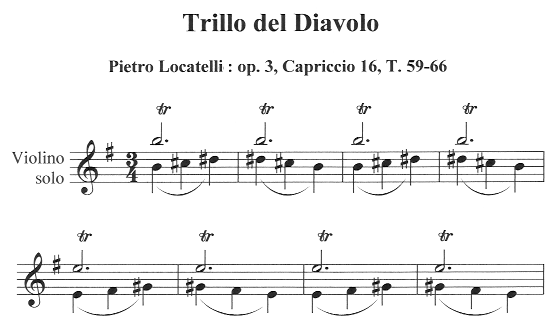
«Дьявольская трель».

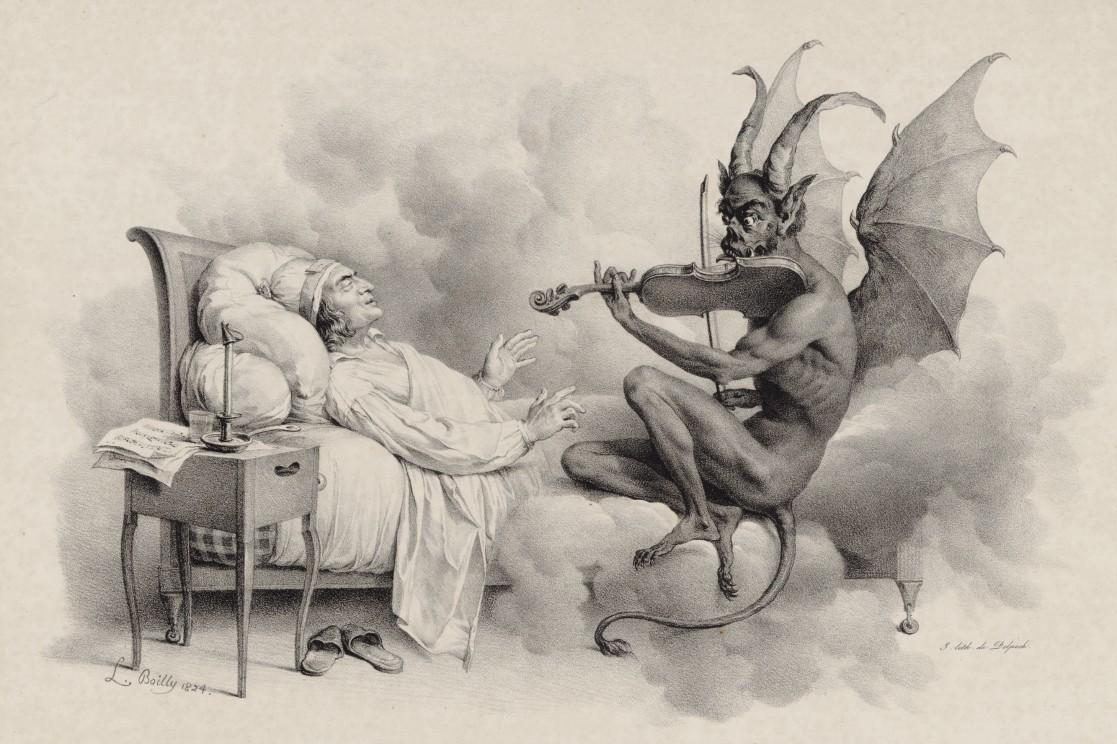
«Сон Тартини»
литография Л. Буальи

Дьявольская трель или Дьявольская соната (итал. «Il trillo del diavolo») — камерное произведение итальянского виртуоза и композитора Джузеппе Тартини (1692—1770).

## Последовательность частей
1. Larghetto affettuoso.
2. Allegro moderato.
3. Andante.
4. Allegro assai — Andante — Allegro assai.

## Описание
Соната привлекает внимание музыкальных критиков, историков музыки, художников и писателей. История её создания упоминается, к примеру, в рассказе Е. П. Блаватской «Ожившая скрипка»:
О великом скрипаче и композиторе XVII столетия Тартини говорили, что своими самыми вдохновенными творениями он обязан дьяволу, которому якобы продал душу. Конечно, подобное обвинение было вызвано тем волшебным впечатлением, которое он производил на своих слушателей. Благодаря виртуозной игре на скрипке за ним в Италии утвердился титул «мастера всех народов». «Соната Дьявола», называемая также «Сном Тартини», — и это может подтвердить всякий, кто её слышал, — была самой таинственной изо всех когда-либо сочинённых на земле мелодий, поэтому превосходное произведение стало источником нескончаемых легенд. Они не были совсем беспочвенны, поскольку Тартини сам способствовал их распространению. Он признался, что записал музыку после того, как ему приснился сон, в котором сонату исполнил для него Сатана в результате заключённой с Его Инфернальным Величеством сделки.

Автор рассказывал об истории создания этого произведения:
Однажды, в 1713 году, мне приснилось, что я продал душу дьяволу. Всё было так, как я желал — мой новый слуга был готов исполнить любое моё желание. Я дал ему свою скрипку, чтобы понять, может ли он играть. Как же я был ошеломлён, услышав такую замечательную и прекрасную сонату, исполненную с таким мастерством и искусством, которую я даже не мог представить. Я чувствовал себя заколдованным, не мог дышать, и тут я проснулся. Сразу же я схватил скрипку, чтобы хотя бы частично запечатлеть мой сон. Увы! Музыка, которую я тогда записал, является лучшим из всего написанного мной, и я всё равно назвал её «Дьявольской трелью», но её отличие от того, что меня вдохновило, было столь огромно, что я разбил бы мою скрипку и навсегда распрощался с музыкой, если бы нашёл возможность жить без того удовольствия, которое она мне доставляет.

## В литературе
«Дьявольская трель» упоминается в повести Нины Гернет и Григория Ягдфельда «Катя и крокодил».